# Chùa Vĩnh Xuân
Chùa Vĩnh Xuân hay Phước Lâm Tự là một ngôi chùa tọa lạc tại đường Phan Châu Trinh, phường Tân Ninh, chùa nhìn ra rạch Tây Ninh và hướng về núi Bà Đen. Ngôi chùa nằm cạnh khu vực cầu Quan Tây Ninh. Đây cũng là trung tâm của Giáo hội Phật giáo tỉnh Tây Ninh trong nhiều thời kỳ.

## Lịch sử

### Bối cảnh
Khoảng cuối thế kỷ thứ 18, trên núi Bà Đen đã có một ngôi chùa thờ Linh Sơn Thánh Mẫu. Người dân ở các tỉnh Nam Bộ thường cúng tế, vãn cảnh chùa Bà, lạy Phật ở núi Bà Đen vào mỗi tháng giêng âm lịch. Lấy bấy giờ, các du khách hành hương chủ yếu đi từ sông Vàm Cỏ Đông, theo rạch Tây Ninh sau đó, họ sẽ neo đậu phương tiện lại thị xã Tây Ninh (nay là thành phố Tây Ninh) để đi bộ đến núi Bà Đen. Thông thường phải mất một ngày để có thể đi đến chùa Bà. Chính vì đường hành hương quá xa để có thể đến chùa Bà ở núi Bà Đen, chùa Vĩnh Xuân đã được xây dựng như nơi dừng chân của tăng ni, phật tử khi đến với núi Bà Đen và đây đã được xem như chi nhánh của chùa Bà.

### Hình thành và phát triển
Khi xây dựng chùa Vĩnh Xuân tọa lạc tại xã Thái Hiệp Thạnh, huyện Châu Thành, tỉnh Tây Ninh. Ngôi chùa đã được xây dựng hoàn tất vào năm Nhâm Thân (1872). Ngôi chùa được xây dựng với mục đích là nơi dừng chân cho du khách và là nơi dự trữ lương thực để vận chuyển lên núi cung cấp cho chùa Bà. Người sáng lập nên ngôi chùa là Thanh Thọ Phước Chí – trụ trì chùa Linh Sơn Tiên Thạch Tự.
Vào khoảng năm 1945–1946, quân đội Pháp đã trở lại miền Nam và Binh đoàn Lê dương đóng quân ở tỉnh Tây Ninh. Nhiều tượng Phật trong chùa Bà đã bị lấy xuống rạch bụng, rạch lưng được cho là để tìm vàng bạc nhưng do không thấy, quân đội Pháp đã bỏ lại các bức tượng giữa sân chùa. Bức tượng Linh Sơn Thánh Mẫu cũng đã bị lấy đi mất và rao bán ở chợ Tây Ninh cho một chủ quán rượu. Nhưng do bức tượng không phải bằng vàng nên nó đã được giao lại cho chủ quán.S au đó, bức tượng được chủ quán tặng lại cho một ngôi chùa của bà dân biểu Tô Văn Qua. Năm 1957, sau khi được bà Qua chấp thuận, bản quản trị núi Bà Đen đã tổ chức lễ nghinh cốt Bà Linh Sơn Thánh Mẫu về núi.
Theo Tây Ninh xưa-nay do Huỳnh Minh ghi chép lại vào năm 1972 thì khoảng độ 1951–1952, chùa Bà được cho là đã "mất an ninh" và không ai đến hành hương nữa. Một số tăng ni từ chùa Bà cũng đã di chuyển xuống chùa Vĩnh Xuân để sinh hoạt. Một nhà sư tản cư có tên Thích Giáng Ngọc (hiệu Di-na) cũng đã bị bắt dẫn đi vào lúc 20 giờ và biến mất.

## Kiến trúc
Chánh điện của chùa là cốt Phật sơn son thép vàng, phía sau hậu tổ thờ cốt Bà Linh Sơn Thánh Mẫu. Đằng sau nữa là nhà khách, giảng đường, nhà ông Giám, nhà trù để du khách có thể đến nghỉ ngơi. Phía trái là một dãy nhà cho các ni cô của chùa sinh hoạt. Trước sân có tượng của Quan Thế Âm Bồ Tát. Tượng được xây dựng với màu trắng và có hồ bán nguyệt trồng sen trắng xung quanh.